# جشنواره بین‌المللی فیلم پونا
جشنواره بین‌المللی فیلم پونا (انگلیسی: Pune International Film Festival) (همچنین به عنوان PIFF شناخته می‌شود) جشنواره سالانه فیلم است که در پونا، در ماهاراشترا، هند برگزار می‌شود. حضور در این جشنواره برای عموم مردم آزاد است.